# Christophe Guillaume
Christophe Guillaume (25 maart 1974) is een voormalig Frans wielrenner die in het verleden uitkwam voor Cofidis.

## Erelijst
2003
- Omloop van de Grensstreek

## Grote rondes
geen
Bourgain · 
De Wolf · 
Delbove · 
Desbiens · 
Farazijn · 
Gané · 
Gaumont · 
Gwiazdowski · 
Jalabert · 
Julich · 
Lamour · 
Lelli · 
Le Quellec · 
Loder · 
Mattan · 
Meier · 
Millar · 
Moncoutié · 
Moreau ·
Plouhinec · 
Prétot · 
Quemener · 
Rinero · 
Rokia · 
Tombak · 
Tournant · 
Vandenbroucke · 
Guillaume (stagiair) · 
Krafft (stagiair) · 
Ravaleu (stagiair) 